# It Was 30 Years Ago
It Was 30 Years Ago (estilizado como IT WAS 30 YEARS AGO) é um single de Hironobu Kageyama lançado em 19 de outubro de 1996 pela Nippon Columbia em CD.

## Produção
O single contém duas músicas e suas versões em karaokê. Elas foram criadas para as comemorações dos 30 anos da franquia Ultraman e usadas como image song.
A composição de ambas ficou com Kisaburo Suzuki. Suzuki foi mais ativo na década de 1980 e escreveu para muitos artistas. Em 1986, sua canção "DESIRE", interpretada por Akina Nakamori, ganhou o prêmio máximo no 28º Japan Record Awards. Ele já havia trabalhado com Kageyama em 1986, compondo as canções do single "Uchuusen Sagittarius"; e voltou com a parceria compondo músicas para Beast Wars inclusas no single "Tamashii no Evolution".
Já as letras ficaram a cargo de Goro Matsui, que tem uma longeva carreira na indústria fonográfica japonesa. Ele e Kageyama trabalharam juntos em diferentes projetos, como "Hitomi wo Tojite Emelia".

## Legado
"IT WAS 30 YEARS AGO" foi inclusa na coletânea comemorativa Hironobu Kageyama 20th Anniversary Eternity.
Ambas as faixas foram inclusas em álbuns comemorativos da franquia Ultraman, como Ultraman - Super Hero Chronicle: Shudaika Sounyuuka Daizenshuu vol. 3 e Ultraman Songs Collected Works.

## Faixas
| N.º | Título                                      | Letras         | Música          | Arranjo      | Duração |  |
| 1.  | "IT WAS 30 YEARS AGO"                       | Goro Matsui    | Kisaburo Suzuki | Kazuo Ohtani |         |  |
| 2.  | "Ano Hoshi wa Shitteiru"                    | G. Matsui      | K. Suzuki       | K. Ohtani    |         |  |
| 3.  | "IT WAS 30 YEARS AGO (Original Karaoke)"    | "instrumental" | K. Suzuki       | K. Ohtani    |         |  |
| 4.  | "Ano Hoshi wa Shitteiru (Original Karaoke)" | "instrumental" | K. Suzuki       | K. Ohtani    |         |  |